# 18e législature du Canada

La distribution initiale des sièges aux débuts de la du Canada

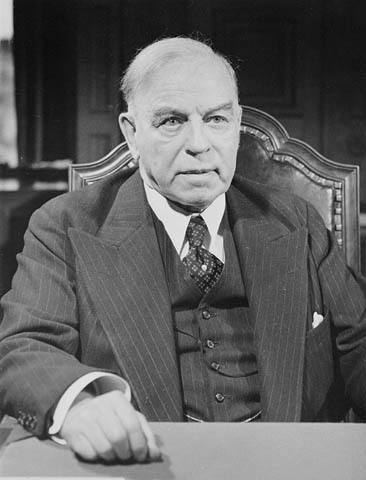
William Lyon Mackenzie King fut premier ministre durant la.

La 18e législature du Canada fut en session du 6 février 1936 au 25 janvier 1940. Sa composition fut déterminée par les élections de 1935, tenues le 14 octobre 1935, et fut légèrement modifiée par des démissions et des élections partielles survenues avant les élections de 1940.
Cette législature fut contrôlée par une majorité parlementaire détenue par le Parti libéral et son chef William Lyon Mackenzie King. L'opposition officielle fut représentée par le Parti conservateur dirigé initialement par Richard Bedford Bennett et ensuite par Robert Manion.
Le Président fut Pierre-François Casgrain.
Le Crédit social dirigé par John Horne Blackmore effectua sa première apparition au parlement. Il demeurera un troisième parti important jusqu'en 1980. Le Co-operative Commonwealth Federation (CCF) dirigé par J. S. Woodsworth effectua également sa première apparition. Son successeur, le Nouveau Parti démocratique, deviendra une source majeure de politiques pour le Canada.
Voici les 6 sessions parlementaires de la 18e législature:
| Session | Début            | Fin               |
| ------- | ---------------- | ----------------- |
| 1re     | 6 février 1936   | 23 juin 1936      |
| 2e      | 14 janvier 1937  | 10 avril 1937     |
| 3e      | 27 janvier 1938  | 1er juillet 1938  |
| 4e      | 12 janvier 1939  | 3 juin 1939       |
| 5e      | 7 septembre 1939 | 13 septembre 1939 |
| 6e      | 25 janvier 1940  | 25 janvier 1940   |

## Liste des députés
Les circonscriptions marquées d'un astérisque (*) indiquent qu'elles sont représentées par deux députés.

### Alberta
| Circonscription | Circonscription | Nom                                                      | Parti         |
| --------------- | --------------- | -------------------------------------------------------- | ------------- |
| Acadia          |                 | Victor Quelch                                            | Crédit social |
| Athabaska       |                 | Percy John Rowe                                          | Crédit social |
| Battle River    |                 | Robert Fair                                              | Crédit social |
| Bow River       |                 | Charles Edward Johnston                                  | Crédit social |
| Calgary-Est     |                 | John Landeryou                                           | Crédit social |
| Calgary-Ouest   |                 | Richard Bedford Bennett (démissionne le 28 janvier 1939) | Conservateur  |
| Calgary-Ouest   |                 | Douglas Cunnington (élection partielle en 1939)          | Conservateur  |
| Camrose         |                 | James Alexander Marshall                                 | Crédit social |
| Edmonton-Est    |                 | William Samuel Hall (décédé le 26 janvier 1938)          | Crédit social |
| Edmonton-Est    |                 | Orvis A. Kennedy (élection partielle en 1938)            | Crédit social |
| Edmonton-Ouest  |                 | James Angus MacKinnon                                    | Libéral       |
| Jasper—Edson    |                 | Walter Frederick Kuhl                                    | Crédit social |
| Lethbridge      |                 | John Horne Blackmore                                     | Crédit social |
| Macleod         |                 | Ernest George Hansell                                    | Crédit social |
| Medicine Hat    |                 | Archibald Hugh Mitchell                                  | Crédit social |
| Peace River     |                 | René-Antoine Pelletier                                   | Crédit social |
| Red Deer        |                 | Eric Joseph Poole                                        | Crédit social |
| Vegreville      |                 | William Hayhurst                                         | Crédit social |
| Wetaskiwin      |                 | Norman Jaques                                            | Crédit social |

### Colombie-Britannique
| Circonscription   | Circonscription | Nom                                                                         | Parti          |
| ----------------- | --------------- | --------------------------------------------------------------------------- | -------------- |
| Cariboo           |                 | James Gray Turgeon                                                          | Libéral        |
| Comox—Alberni     |                 | Alan Webster Neill                                                          | Indépendant    |
| Fraser Valley     |                 | Harry James Barber                                                          | Conservateur   |
| Kamloops          |                 | Thomas James O'Neill                                                        | Libéral        |
| Kootenay-Est      |                 | Henry Herbert Stevens                                                       | Reconstruction |
| Kootenay-Ouest    |                 | William Kemble Esling                                                       | Conservateur   |
| Nanaimo           |                 | James Samuel Taylor                                                         | C.C.F.         |
| New Westminster   |                 | Thomas Reid                                                                 | Libéral        |
| Skeena            |                 | Olof Hanson                                                                 | Libéral        |
| Vancouver—Burrard |                 | Gerald Grattan McGeer                                                       | Libéral        |
| Vancouver-Centre  |                 | Ian Alistair Mackenzie                                                      | Libéral        |
| Vancouver-Est     |                 | Angus MacInnis                                                              | C.C.F.         |
| Vancouver-Nord    |                 | Charles Grant MacNeil                                                       | C.C.F.         |
| Vancouver-Sud     |                 | Howard Charles Green                                                        | Conservateur   |
| Victoria          |                 | D'Arcy Britton Plunkett (décédé le 3 mai 1936)                              | Conservateur   |
| Victoria          |                 | Simon Fraser Tolmie (élection partielle en 1936, décédé le 13 octobre 1937) | Conservateur   |
| Victoria          |                 | Robert Wellington Mayhew (élection partielle en 1937)                       | Libéral        |
| Yale              |                 | Grote Stirling                                                              | Conservateur   |

### Île-du-Prince-Édouard
| Circonscription | Circonscription | Nom                                                | Parti   |
| --------------- | --------------- | -------------------------------------------------- | ------- |
| King's          |                 | Thomas Vincent Grant                               | Libéral |
| Prince          |                 | Alfred Edgar MacLean (décédé le 28 octobre 1939)   | Libéral |
| Prince          |                 | James Layton Ralston (élection partielle en 1940)  | Libéral |
| Queen's*        |                 | J. James Larabee (au 18 décembre 1935)             | Libéral |
| Queen's*        |                 | Peter Sinclair (fils)                              | Libéral |
| Queen's*        |                 | Charles Avery Dunning (élection partielle en 1935) | Libéral |

### Manitoba
| Circonscription      | Circonscription | Nom                                                  | Parti                |
| -------------------- | --------------- | ---------------------------------------------------- | -------------------- |
| Brandon              |                 | David Wilson Beaubier (décédé le 1er septembre 1938) | Conservateur         |
| Brandon              |                 | James Ewen Matthews (élection partielle en 1938)     | Libéral              |
| Churchill            |                 | Thomas Crerar                                        | Libéral              |
| Dauphin              |                 | William John Ward                                    | Libéral              |
| Lisgar               |                 | Howard Waldemar Winkler                              | Libéral              |
| Macdonald            |                 | William Gilbert Weir                                 | Libéral-progressiste |
| Marquette            |                 | James Allison Glen                                   | Libéral-progressiste |
| Neepawa              |                 | Frederick Donald Mackenzie                           | Libéral              |
| Portage la Prairie   |                 | Harry Leader                                         | Libéral              |
| Provencher           |                 | Arthur-Lucien Beaubien                               | Libéral              |
| Selkirk              |                 | Joseph Thorarinn Thorson                             | Libéral-progressiste |
| Souris               |                 | George William McDonald                              | Libéral-progressiste |
| Springfield          |                 | John Mouat Turner                                    | Libéral              |
| Saint-Boniface       |                 | John Power Howden                                    | Libéral              |
| Winnipeg-Nord        |                 | Abraham Albert Heaps                                 | C.C.F.               |
| Winnipeg-Nord-Centre |                 | James Shaver Woodsworth                              | C.C.F.               |
| Winnipeg-Sud         |                 | Leslie Alexander Mutch                               | Libéral              |
| Winnipeg-Sud-Centre  |                 | Ralph Maybank                                        | Libéral              |

### Nouveau-Brunswick
| Circonscription       | Circonscription | Nom                                                 | Parti        |
| --------------------- | --------------- | --------------------------------------------------- | ------------ |
| Charlotte             |                 | Burton Maxwell Hill                                 | Libéral      |
| Gloucester            |                 | Peter Veniot (décédé le 6 juillet 1936)             | Libéral      |
| Gloucester            |                 | Clarence Veniot (élection partielle en 1936)        | Libéral      |
| Kent                  |                 | Louis-Prudent-Alexandre Robichaud                   | Libéral      |
| Northumberland        |                 | John Patrick Barry                                  | Libéral      |
| Restigouche—Madawaska |                 | Joseph-Enoïl Michaud                                | Libéral      |
| Royal                 |                 | Alfred Johnson Brooks                               | Conservateur |
| Saint-Jean-Albert     |                 | William Michael Ryan (décédé le 1er avril 1938)     | Libéral      |
| Saint-Jean-Albert     |                 | Allan Getchell McAvity (élection partielle en 1938) | Libéral      |
| Victoria—Carleton     |                 | James Edward Jack Patterson                         | Libéral      |
| Westmorland           |                 | Henry Read Emmerson                                 | Libéral      |
| York—Sunbury          |                 | William George Clark                                | Libéral      |

### Nouvelle-Écosse
| Circonscription          | Circonscription | Nom                                                   | Parti   |
| ------------------------ | --------------- | ----------------------------------------------------- | ------- |
| Antigonish—Guysborough   |                 | William Duff                                          | Libéral |
| Antigonish—Guysborough   |                 | James Ralph Kirk (élection partielle en 1936)         | Libéral |
| Cap-Breton-Victoria-Nord |                 | Daniel Alexander Cameron (décédé le 4 septembre 1937) | Libéral |
| Cap-Breton-Victoria-Nord |                 | Matthew Maclean (élection partielle en 1937)          | Libéral |
| Cap-Breton-Sud           |                 | David James Hartigan                                  | Libéral |
| Colchester—Hants         |                 | Gordon Timlin Purdy                                   | Libéral |
| Cumberland               |                 | Kenneth Judson Cochrane                               | Libéral |
| Digby—Annapolis—Kings    |                 | James Lorimer Ilsley                                  | Libéral |
| Halifax*                 |                 | Robert Emmett Finn                                    | Libéral |
| Halifax*                 |                 | Gordon Benjamin Isnor                                 | Libéral |
| Inverness—Richmond       |                 | Donald MacLennan                                      | Libéral |
| Pictou                   |                 | Henry Byron McCulloch                                 | Libéral |
| Queens—Lunenburg         |                 | John James Kinley                                     | Libéral |
| Shelburne—Yarmouth—Clare |                 | Vincent-Joseph Pottier                                | Libéral |

### Ontario
| Circonscription       | Circonscription | Nom                                                         | Parti                                  |
| --------------------- | --------------- | ----------------------------------------------------------- | -------------------------------------- |
| Algoma-Est            |                 | Thomas Farquhar                                             | Libéral                                |
| Algoma-Ouest          |                 | Henry Sidney Hamilton                                       | Libéral                                |
| Brantford City        |                 | William Ross Macdonald                                      | Libéral                                |
| Brant                 |                 | George Ernest Wood                                          | Libéral                                |
| Broadview             |                 | Thomas Langton Church                                       | Conservateur                           |
| Bruce                 |                 | William Rae Tomlinson                                       | Libéral                                |
| Carleton              |                 | Alonzo Bowen Hyndman                                        | Conservateur                           |
| Cochrane              |                 | Joseph-Arthur Bradette                                      | Libéral                                |
| Danforth              |                 | Joseph Henry Harris                                         | Conservateur                           |
| Davenport             |                 | John Ritchie MacNicol                                       | Conservateur                           |
| Dufferin—Simcoe       |                 | William Earl Rowe (démissionne le 28 septembre 1937)        | Conservateur                           |
| Dufferin—Simcoe       |                 | William Earl Rowe (élection partielle en 1937)              | Conservateur                           |
| Durham                |                 | Wilbert Franklin Rickard                                    | Libéral                                |
| Eglinton              |                 | Richard Langton Baker                                       | Conservateur                           |
| Elgin                 |                 | Wilson Henry Mills                                          | Libéral                                |
| Essex-Est             |                 | Paul Joseph James Martin                                    | Libéral                                |
| Essex-Ouest           |                 | Norman Alexander McLarty                                    | Libéral                                |
| Essex-Sud             |                 | Stuart Murray Clark                                         | Libéral                                |
| Fort-William          |                 | Daniel McIvor                                               | Libéral                                |
| Frontenac—Addington   |                 | Colin Alexander Campbell (démissionne le 28 septembre 1937) | Libéral                                |
| Frontenac—Addington   |                 | Angus Neil McCallum (élection partielle en 1937)            | Libéral                                |
| Glengarry             |                 | John David Macrae                                           | Libéral                                |
| Greenwood             |                 | Denton Massey                                               | Conservateur                           |
| Grenville—Dundas      |                 | Arza Clair Casselman                                        | Conservateur                           |
| Grey—Bruce            |                 | Agnes Campbell Macphail                                     | United Farmers of Ontario-travailliste |
| Grey-Nord             |                 | William Pattison Telford                                    | Libéral                                |
| Haldimand             |                 | Mark Cecil Senn                                             | Conservateur                           |
| Halton                |                 | Hughes Cleaver                                              | Libéral                                |
| Hamilton-Est          |                 | Albert A. Brown                                             | Conservateur                           |
| Hamilton-Ouest        |                 | Herbert Earl Wilton (décédé le 1er février 1937)            | Conservateur                           |
| Hamilton-Ouest        |                 | John Allmond Marsh (élection partielle en 1937)             | Conservateur                           |
| Hastings—Peterborough |                 | Rork Scott Ferguson                                         | Libéral                                |
| Hastings-Sud          |                 | John Charles Alexander Cameron                              | Libéral                                |
| High Park             |                 | Alexander James Anderson                                    | Conservateur                           |
| Huron-Nord            |                 | Robert John Deachman                                        | Libéral                                |
| Huron—Perth           |                 | William Henry Golding                                       | Libéral                                |
| Kenora—Rainy River    |                 | Hugh Bathgate McKinnon                                      | Libéral                                |
| Kent                  |                 | James Warren Rutherford (décédé le 27 février 1939)         | Libéral                                |
| Kent                  |                 | Arthur Lisle Thompson (élection partielle en 1939)          | Libéral                                |
| Kingston-City         |                 | Norman McLeod Rogers                                        | Libéral                                |
| Lambton—Kent          |                 | Hugh Alexander Mackenzie                                    | Libéral                                |
| Lambton-Ouest         |                 | Ross Wilfred Gray                                           | Libéral                                |
| Lanark                |                 | Thomas Alfred Thompson                                      | Conservateur                           |
| Leeds                 |                 | Hugh Alexander Stewart                                      | Conservateur                           |
| Lincoln               |                 | Norman James Macdonald Lockhart                             | Conservateur                           |
| London                |                 | Frederick Cronyn Betts (décédé le 7 mai 1938)               | Conservateur                           |
| London                |                 | Robert James Manion (élection partielle en 1938)            | Conservateur                           |
| Middlesex-Est         |                 | Duncan Graham Ross                                          | Libéral                                |
| Middlesex-Ouest       |                 | John Campbell Elliott                                       | Libéral                                |
| Muskoka—Ontario       |                 | Stephen Joseph Furniss                                      | Libéral                                |
| Nipissing             |                 | Joseph Raoul Hurtubise                                      | Libéral                                |
| Norfolk               |                 | William Horace Taylor                                       | Libéral                                |
| Northumberland        |                 | William Alexander Fraser                                    | Libéral                                |
| Ontario               |                 | William Henry Moore                                         | Libéral                                |
| Ottawa-Est            |                 | Edgar-Rodolphe-Eugène Chevrier                              | Libéral                                |
| Ottawa-Est            |                 | Joseph Albert Pinard (élection partielle en 1936)           | Libéral                                |
| Ottawa-Ouest          |                 | Thomas Franklin Ahearn                                      | Libéral                                |
| Oxford                |                 | Almon Secord Rennie                                         | Libéral                                |
| Parkdale              |                 | David Spence                                                | Conservateur                           |
| Parry Sound           |                 | Arthur Graeme Slaght                                        | Libéral                                |
| Peel                  |                 | Gordon Graydon                                              | Conservateur                           |
| Perth                 |                 | Frederick George Sanderson                                  | Libéral                                |
| Peterborough-Ouest    |                 | Joseph James Duffus                                         | Libéral                                |
| Port Arthur           |                 | Clarence Decatur Howe                                       | Libéral                                |
| Prescott              |                 | Elie-Oscar Bertrand                                         | Libéral                                |
| Prince Edward—Lennox  |                 | George James Tustin                                         | Conservateur                           |
| Renfrew-Nord          |                 | Matthew McKay (décédé en fonction)                          | Libéral                                |
| Renfrew-Nord          |                 | Ralph Melville Warren (élection partielle en 1937)          | Libéral                                |
| Renfrew-Sud           |                 | James Joseph McCann                                         | Libéral                                |
| Rosedale              |                 | Harry Gladstone Clarke                                      | Conservateur                           |
| Russell               |                 | Alfred Goulet                                               | Libéral                                |
| St. Paul's            |                 | Douglas Ross                                                | Conservateur                           |
| Simcoe-Est            |                 | George Alexander McLean                                     | Libéral                                |
| Simcoe-Nord           |                 | Duncan Fletcher McCuaig                                     | Libéral                                |
| Spadina               |                 | Samuel Factor                                               | Libéral                                |
| Stormont              |                 | Lionel Chevrier                                             | Libéral                                |
| Timiskaming           |                 | Walter Little                                               | Libéral                                |
| Trinity               |                 | Hugh John Plaxton                                           | Libéral                                |
| Victoria              |                 | Thomas Bruce McNevin                                        | Libéral                                |
| Waterloo-Nord         |                 | William Daum Euler                                          | Libéral                                |
| Waterloo-Sud          |                 | Alexander McKay Edwards (décédé en fonction)                | Conservateur                           |
| Waterloo-Sud          |                 | Karl Kenneth Homuth (élection partielle en 1938)            | Conservateur                           |
| Welland               |                 | Arthur Byron Damude                                         | Libéral                                |
| Wellington-Nord       |                 | John Knox Blair                                             | Libéral                                |
| Wellington-Sud        |                 | Robert William Gladstone                                    | Libéral                                |
| Wentworth             |                 | Frank Exton Lennard                                         | Conservateur                           |
| York-Est              |                 | Robert Henry McGregor                                       | Conservateur                           |
| York-Nord             |                 | William Pate Mulock                                         | Libéral                                |
| York-Ouest            |                 | John Everett Lyle Streight                                  | Libéral                                |
| York-Sud              |                 | James Earl Lawson                                           | Conservateur                           |

### Québec
| Circonscription                  | Circonscription | Nom                                                    | Parti                    |
| -------------------------------- | --------------- | ------------------------------------------------------ | ------------------------ |
| Argenteuil                       |                 | George Halsey Perley (décédé en fonction)              | Conservateur             |
| Argenteuil                       |                 | Georges-Henri Héon (élection partielle en 1938)        | Conservateur indépendant |
| Beauce                           |                 | Édouard Lacroix                                        | Libéral                  |
| Beauharnois—Laprairie            |                 | Maxime Raymond                                         | Libéral                  |
| Bellechasse                      |                 | Joseph Oscar Lefebre Boulanger                         | Libéral                  |
| Berthier—Maskinongé              |                 | J.-Émile Ferron                                        | Libéral                  |
| Bonaventure                      |                 | Charles Marcil (décédé le 29 janvier 1937)             | Libéral                  |
| Bonaventure                      |                 | Pierre-Émile Côté (élection partielle en 1937)         | Libéral                  |
| Brome—Missisquoi                 |                 | Louis Gosselin                                         | Libéral                  |
| Cartier                          |                 | Samuel William Jacobs (décédé le 21 août 1938)         | Libéral                  |
| Cartier                          |                 | Peter Bercovitch (élection partielle en 1938)          | Libéral                  |
| Chambly—Rouville                 |                 | Vincent Dupuis                                         | Libéral                  |
| Champlain                        |                 | Hervé-Edgar Brunelle                                   | Libéral                  |
| Chapleau                         |                 | François Blais                                         | Libéral indépendant      |
| Charlevoix—Saguenay              |                 | Pierre-François Casgrain                               | Libéral                  |
| Chicoutimi                       |                 | Julien-Édouard-Alfred Dubuc                            | Libéral                  |
| Châteauguay—Huntingdon           |                 | Donald Elmer Black                                     | Libéral                  |
| Compton                          |                 | Joseph-Adéodat Blanchette                              | Libéral                  |
| Dorchester                       |                 | Léonard-David Sweezey Tremblay                         | Libéral                  |
| Drummond—Arthabaska              |                 | Wilfrid Girouard                                       | Libéral                  |
| Gaspé                            |                 | Maurice Brasset                                        | Libéral                  |
| Hochelaga                        |                 | Édouard-Charles St-Père                                | Libéral                  |
| Hull                             |                 | Alphonse Fournier                                      | Libéral                  |
| Jacques-Cartier                  |                 | Joseph Léon Vital Mallette (décédé le 17 avril 1939)   | Libéral                  |
| Jacques-Cartier                  |                 | Elphège Marier (élection partielle en 1939)            | Libéral                  |
| Joliette—L'Assomption—Montcalm   |                 | Charles-Édouard Ferland                                | Libéral                  |
| Kamouraska                       |                 | Joseph Georges Bouchard                                | Libéral                  |
| Labelle                          |                 | Maurice Lalonde                                        | Libéral                  |
| Lac-Saint-Jean—Roberval          |                 | Armand Sylvestre                                       | Libéral                  |
| Laurier                          |                 | Ernest Bertrand                                        | Libéral                  |
| Laval—Deux-Montagnes             |                 | Liguori Lacombe                                        | Libéral                  |
| Lévis                            |                 | Joseph-Étienne Dussault                                | Libéral                  |
| Lotbinière                       |                 | Joseph-Achille Verville (décédé le 20 novembre 1937)   | Libéral                  |
| Lotbinière                       |                 | Joseph-Napoléon Francoeur (élection partielle en 1937) | Libéral                  |
| Maisonneuve—Rosemont             |                 | Sarto Fournier                                         | Libéral                  |
| Matapédia—Matane                 |                 | Arthur-Joseph Lapointe                                 | Libéral                  |
| Mégantic—Frontenac               |                 | Eusèbe Roberge                                         | Libéral                  |
| Mercier                          |                 | Joseph Jean                                            | Libéral                  |
| Montmagny—L'Islet                |                 | Joseph-Fernand Fafard                                  | Libéral                  |
| Mont-Royal                       |                 | William Allen Walsh                                    | Conservateur             |
| Nicolet—Yamaska                  |                 | Lucien Dubois                                          | Libéral                  |
| Outremont                        |                 | Thomas Vien                                            | Libéral                  |
| Pontiac                          |                 | Wallace Reginald McDonald                              | Libéral                  |
| Portneuf                         |                 | Lucien Cannon (au 15 janvier 1936)                     | Libéral                  |
| Portneuf                         |                 | Pierre Gauthier (élection partielle en 1936)           | Libéral                  |
| Québec—Montmorency               |                 | Wilfrid Lacroix                                        | Libéral                  |
| Québec-Est                       |                 | Ernest Lapointe                                        | Libéral                  |
| Québec-Sud                       |                 | Charles Gavan Power                                    | Libéral                  |
| Québec-Ouest-et-Sud              |                 | Charles Eugène Parent                                  | Libéral                  |
| Richelieu—Verchères              |                 | Pierre-Joseph-Arthur Cardin                            | Libéral                  |
| Richmond—Wolfe                   |                 | James Patrick Mullins                                  | Libéral                  |
| Rimouski                         |                 | Eugène Fiset                                           | Libéral                  |
| Sainte-Anne                      |                 | William James Hushion                                  | Libéral                  |
| Saint-Antoine—Westmount          |                 | Robert Smeaton White                                   | Conservateur             |
| Saint-Denis                      |                 | Azellus Denis                                          | Libéral                  |
| Saint-Henri                      |                 | Paul Mercier (au 30 novembre 1937)                     | Libéral                  |
| Saint-Henri                      |                 | Joseph-Arsène Bonnier (élection partielle en 1938)     | Libéral                  |
| Saint-Hyacinthe—Bagot            |                 | Joseph-Théophile-Adélard Fontaine                      | Libéral                  |
| Saint-Jacques                    |                 | Fernand Rinfret (décédé le 12 juillet 1939)            | Libéral                  |
| Saint-Jacques                    |                 | Eugène Durocher (élection partielle en 1939)           | Libéral                  |
| Saint-Jean—Iberville—Napierville |                 | Pierre Auguste Martial Rhéaume                         | Libéral                  |
| Saint-Laurent—Saint-Georges      |                 | Charles Cahan                                          | Conservateur             |
| Sainte-Marie                     |                 | Hermas Deslauriers                                     | Libéral                  |
| St-Maurice—Laflèche              |                 | Joseph-Alphida Crête                                   | Libéral                  |
| Shefford                         |                 | Joseph-Hermas Leclerc                                  | Libéral                  |
| Sherbrooke                       |                 | Charles Benjamin Howard                                | Libéral                  |
| Stanstead                        |                 | Robert Greig Davidson                                  | Libéral                  |
| Témiscouata                      |                 | Jean-François Pouliot                                  | Libéral                  |
| Terrebonne                       |                 | Louis-Étienne Parent                                   | Libéral                  |
| Trois-Rivières                   |                 | Wilfrid Gariépy                                        | Libéral                  |
| Vaudreuil—Soulanges              |                 | Joseph Thauvette                                       | Libéral                  |
| Verdun                           |                 | Edgard Jules Wermenlinger                              | Conservateur             |
| Wright                           |                 | Fizalam-William Perras (décédé le 28 juin 1936)        | Libéral                  |
| Wright                           |                 | Rodolphe Leduc (élection partielle en 1936)            | Libéral                  |

### Saskatchewan
| Circonscription  | Circonscription | Nom                                                     | Parti         |
| ---------------- | --------------- | ------------------------------------------------------- | ------------- |
| Assiniboia       |                 | Robert McKenzie (au 9 décembre 1935)                    | Libéral       |
| Assiniboia       |                 | James Garfield Gardiner (élection partielle en 1936)    | Libéral       |
| Humboldt         |                 | Harry Raymond Fleming                                   | Libéral       |
| Kindersley       |                 | Otto Buchanan Elliott                                   | Crédit social |
| Lake Centre      |                 | John Frederick Johnston                                 | Libéral       |
| Mackenzie        |                 | John Angus MacMillan                                    | Libéral       |
| Maple Creek      |                 | Charles Robert Evans                                    | Libéral       |
| Melfort          |                 | Malcolm McLean                                          | Libéral       |
| Melville         |                 | William Richard Motherwell                              | Libéral       |
| Moose Jaw        |                 | John Gordon Ross                                        | Libéral       |
| North-Battleford |                 | Cameron Ross McIntosh                                   | Libéral       |
| Prince Albert    |                 | William Lyon Mackenzie King                             | Libéral       |
| Qu'Appelle       |                 | Ernest Edward Perley                                    | Conservateur  |
| Regina City      |                 | Donald Alexander McNiven                                | Libéral       |
| Rosetown—Biggar  |                 | Major James Coldwell                                    | C.C.F.        |
| Rosthern         |                 | Walter Adam Tucker                                      | Libéral       |
| Saskatoon City   |                 | Alexander MacGillivray Young (décédé le 9 juillet 1939) | Libéral       |
| Saskatoon City   |                 | Walter George Brown (élection partielle en 1939)        | Réformiste    |
| Swift Current    |                 | Charles Edward Bothwell                                 | Libéral       |
| The Battlefords  |                 | Joseph Needham                                          | Crédit social |
| Weyburn          |                 | Tommy Douglas                                           | C.C.F.        |
| Wood Mountain    |                 | Thomas F. Donnelly                                      | Libéral       |
| Yorkton          |                 | George Washington McPhee                                | Libéral       |

### Yukon
| Circonscription | Circonscription | Nom          | Parti                    |
| --------------- | --------------- | ------------ | ------------------------ |
| Yukon           |                 | Martha Black | Conservateur indépendant |

## Sources
- Site web du Parlement du Canada

- (en) Cet article est partiellement ou en totalité issu de l’article de Wikipédia en anglais intitulé « 18th Canadian Parliament » (voir la liste des auteurs).